# 富士市立伝法小学校
富士市立伝法小学校（ふじしりつでんぼうしょうがっこう）は、静岡県富士市伝法にある市立の小学校。

## 児童数
620名（令和6年度）。

## 通学区域
宮川町、宮の上、三日市、長者町、伝法町１.２(４－１組を除く).３､ 中桁､上田端、田端町、吉原上中町、中村町、千代田町、瓜島、日乃出町、永田町壱番館、サーパス永田町、旧伝法永田町地区、富士日乃出町

## 指定避難所
中桁、上田端、田端町、吉原上中町、中村町、伝法町１～３、千代田町

## 施設
- 教室：25室（特別支援学級 4室）
- 特別教室：18室
  - 理科室 2、音楽室 2、図書室 1
  - オープンルーム 5、家庭科室 1、図工室 1、学習室 3
  - ABCルーム 1、パソコン室 1、生活科室 1
- 管理室：4室（職員室、校長室、事務室、保健室）
- 体育館：1棟
- プール
  - 大：25m×16m（水深90cm～110cm）
  - 小：8m×11m（水深45cm～85cm）
- 給食室：1室
- その他：体育器具室、外便所、築山、国旗掲揚塔、遊具など[4]

## 沿革
- 1873（明治6）年 - 8月、田端の保寿寺の本堂を借りて仮教場とし、「岳陽舎」が設置される。
- 1874（明治7）年 - 山口信邦が招聘される。山口は元々幕臣で、維新後、徳川家と共に静岡へ移住。明治4年に藩立沼津兵学校の教師、その附属小学校の厚原学校の教師も務めた。明治10年には岳陽舎校長となり、明治38年に退職するまで当校で教えた。
- 1875（明治8）年 - 第二大学区第十四番中学第七七・七八番公立小学岳陽舎となる。
- 1878（明治11）年 - 第二大学区第十四番中学区となる。
- 1880（明治13）年 - 小学区から岳陽舎区となる。
- 1881（明治14）年 - 保寿寺の火災により、三日市浅間神社の拝殿と勧正寺の本堂を仮校舎として移転。この年、岳陽区を改め第五学区村立岳陽学校となる。
- 1882（明治15）年 - 4月、現在地へ5教室の新校舎を新築し、移転。
- 1886（明治19）年 - 厚原村と中野村・大渕村にそれぞれ分校を設置。
- 1889（明治22）年 - 明治19年に設置した2分校を廃止。
- 1890（明治23）年 - 伝法尋常小学校と改称。
- 1909（明治42）年 - 尋常科が6年制となる。
- 1913（大正2）年 - 2年制の高等科を併設し、富士郡伝法村立尋常高等小学校となる。
- 1928（昭和3）年 - 総2階建の校舎を新築。この年だけ高等科は3年制となる。
- 1941（昭和16）年 - 4月、国民学校令の施行と伝法村が吉原町に編入されたことに伴い、富士郡吉原町立伝法国民学校となる。
- 1947（昭和22）年 - 4月、新学制施行に伴い、富士郡吉原町立伝法小学校となる。
- 1948（昭和23）年 - 4月3日、市制施行に伴い、吉原市立伝法小学校となる。
- 1953（昭和28）年 - 10月、校歌（今村甲子夫・岩井真吾作詞、岩井真吾作曲）を制定。
- 1959（昭和34）年 - 2月、新校舎の第一期工事が終了し、鉄筋3階建12教室が落成。同月7日、落成祝賀式。
- 1965（昭和40）年 - 5月、新校舎の第二期工事が終了し、鉄筋3階建9教室が落成。
- 1966（昭和41）年 - 11月1日、富士市・吉原市・鷹岡町の合併により、富士市立伝法小学校となる。
- 1967（昭和42）年 - 7月、第三期工事が終了し、鉄筋3階建新校舎が落成。
- 1972（昭和47）年 - 5月、体育館落成。
- 1973（昭和48）年 - 学校創立百周年。